# Christianisation de la Pologne

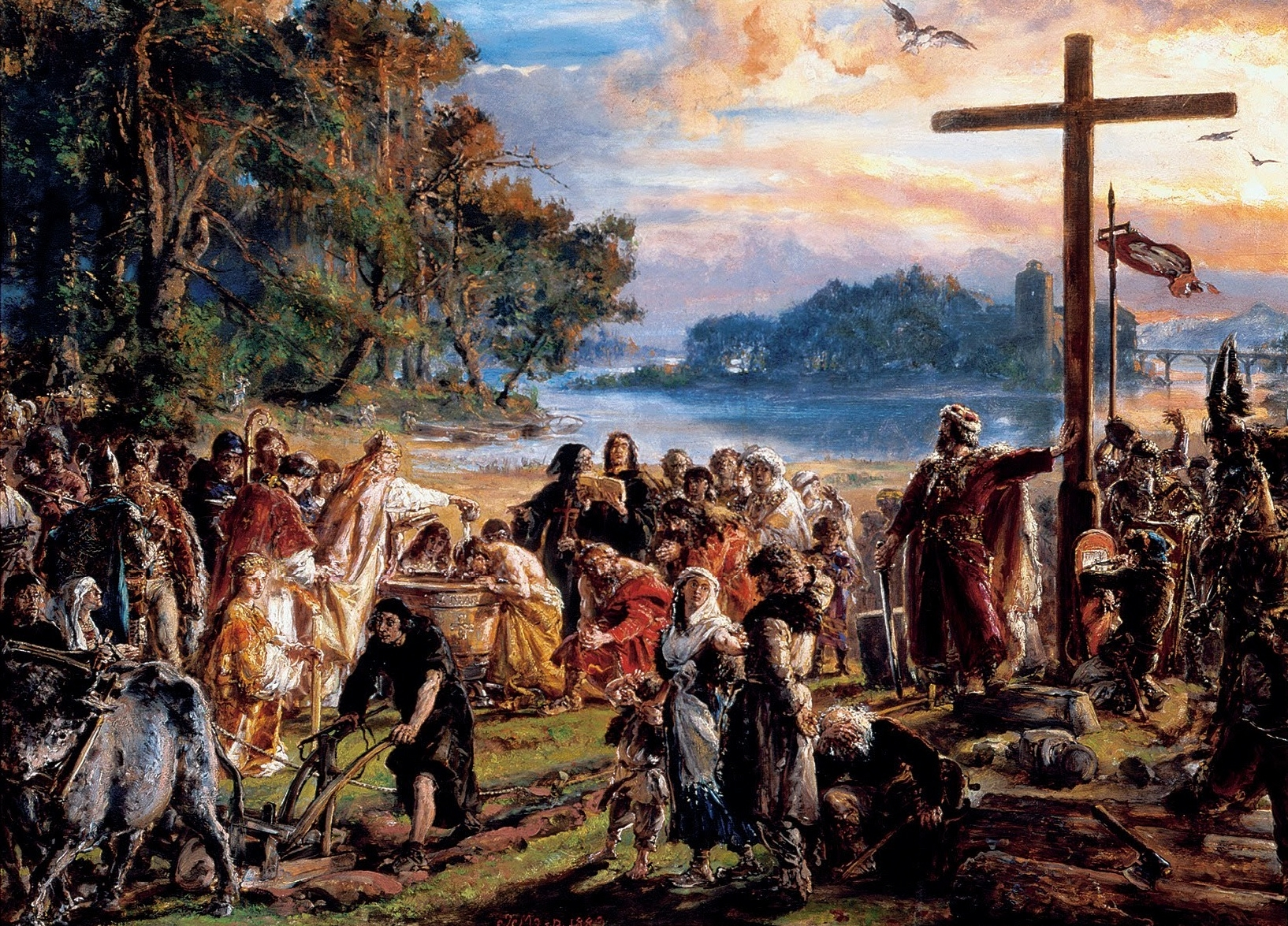
La Christianisation de la Pologne en 966 AD, par Jan Matejko.

La christianisation de la Pologne (en polonais : chrystianizacja Polski) est l'introduction et la diffusion du christianisme en Pologne. L'impulsion de ce processus est donnée par le baptême de la Pologne (en polonais : chrzest Polski), c'est-à-dire le baptême personnel de Mieszko I, premier souverain du futur État polonais, et d'une grande partie de sa cour. La cérémonie a lieu le Samedi saint du 14 avril 966, bien que le lieu exact soit encore débattu par les historiens, les villes de Poznań et Gniezno étant les sites les plus probables. L'épouse de Mieszko, Dobrawa de Bohême, est souvent considérée comme une influence majeure sur la décision de Mieszko d'accepter le christianisme.
Bien que la diffusion du christianisme en Pologne prenne des siècles à s'achever, le processus est finalement un succès, puisque, en quelques décennies, la Pologne rejoint le rang des États européens reconnus par la papauté et le Saint-Empire romain germanique. Selon les historiens, le baptême de la Pologne marque le début du statut d'État de la Pologne. Néanmoins, la christianisation est un processus long et ardu, car la majeure partie de la population polonaise reste païenne jusqu'à la réaction païenne des années 1030.

## Historique

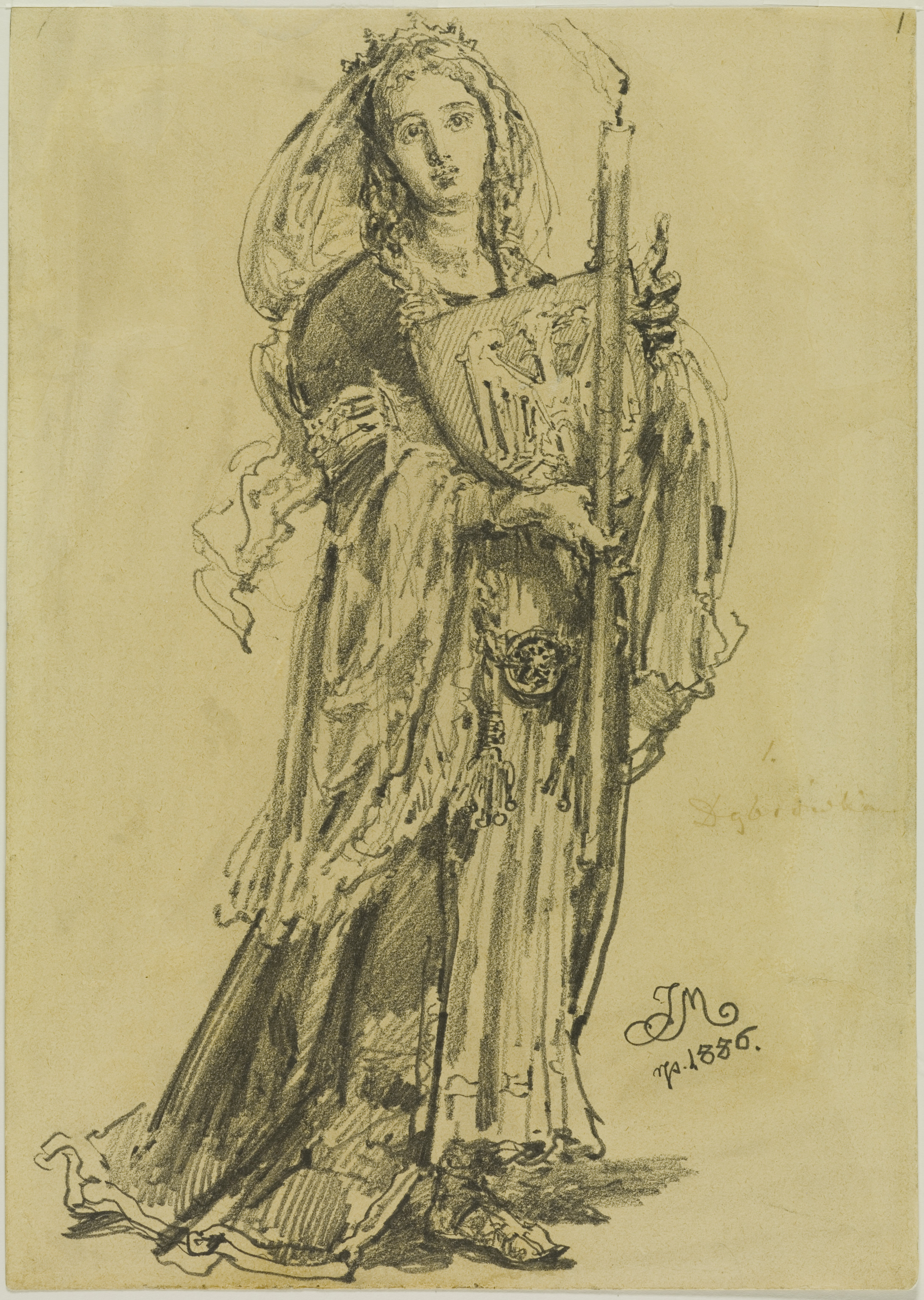
Dobrawa, épouse de Mieszko, qui joue un rôle majeur dans la conversion de la Pologne au christianisme.

Avant l'adoption du christianisme dans l'actuelle Pologne, il existe un certain nombre de tribus païennes différentes. Svetovid est l'un des dieux païens les plus répandus en Pologne. Le christianisme arrive vers la fin du IXe siècle, probablement à l'époque où la tribu des Vislanes prend connaissance du rite chrétien dans ses relations avec son voisin, l'État (bohémien) de Grande-Moravie.
L'influence culturelle morave joue un rôle important dans la diffusion du christianisme sur les terres polonaises et l'adoption de cette religion,. Selon Norman Davies, la christianisation de la Pologne au travers de l'alliance tchéco-polonaise représente le choix conscient de la part des dirigeants polonais de s'allier à l'État tchèque plutôt qu'à l'État allemand,. De la même manière, certaines des luttes politiques ultérieures impliquent l'Église polonaise dans son refus de se subordonner à la hiérarchie allemande pour être au contraire directement subordonnée au Vatican,,.

### Baptême

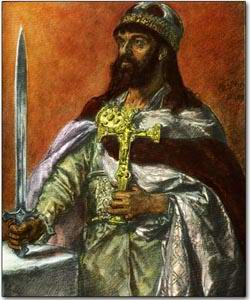
Mieszko Ier, premier souverain chrétien de Pologne. Représenté par Jan Matejko tenant un crucifix, allusion au baptême de la Pologne.

Le baptême de la Pologne est la cérémonie au cours de laquelle le premier dirigeant de l'État polonais, Mieszko Ier, et une grande partie de sa cour se convertissent à la religion chrétienne,. L'épouse de Mieszko, Dobrawa de Bohême, fervente chrétienne, joue un rôle important dans la promotion du christianisme en Pologne et pourrait avoir une influence significative sur la conversion de Mieszko lui-même,.
Le lieu exact du baptême de Mieszko fait l'objet d'une controverse. La plupart des historiens soutiennent que Gniezno ou Poznań sont les sites les plus probables,. Cependant, d'autres historiens suggèrent des lieux alternatifs, tels que Ostrów Lednicki, ou même à Ratisbonne, ville de l'actuelle Allemagne. La date du baptême de Mieszko est le 14 avril 966, le jour du Samedi saint.
La cérémonie est précédée d'une semaine de catéchisme oral et de plusieurs jours de jeûne. Durant la cérémonie proprement dite, de l'eau est versée sur les groupes séparés d'hommes et de femmes ou, selon une autre version, leur tête est immergée et ointe avec le saint chrême.

### Christianisation de la Pologne
La mission baptismale, qui commence avec le baptême de Mieszko et de sa cour, s'étend à tout le pays.  Au cours des Xe et XIe siècles, divers organes ecclésiastiques sont créés en Pologne, : des églises sont construites et des membres du clergé nommés,. Le premier évêque de Pologne, Jordan, est nommé par le pape Jean XIII en 968. Le fils de Mieszko, Bolesław I Chrobry, soutient les missions de christianisation dans les contrées voisines, notamment la mission du futur Saint Adalbert de Prague auprès des Prussiens, et établit l'archidiocèse de Gniezno en l'an 1000. 
Bien qu'au début la religion chrétienne soit « impopulaire et étrangère », le baptême de Mieszko a une grande influence, ce qui n'empêche pas que la religion doit être imposée par l'État et qu'elle se heurte à une certaine opposition populaire, notamment à un soulèvement dans les années 1030 (particulièrement intense dans les années 1035-1037),. Néanmoins, à ce moment-là, la Pologne a été reconnue comme un État européen à part entière, tant par la papauté que par le Saint-Empire romain germanique.
Parmi les différentes provinces de la Pologne actuelle, c'est en Poméranie que le christianisme se diffuse le plus lentement, et ce n'est surtout que vers le XIIe siècle qu'il y fait des adeptes. Au départ, le clergé provient des pays chrétiens d'Europe occidentale. Il faut trois ou quatre générations pour voir apparaître un clergé polonais autochtone, soutenu par les monastères et les frères, de plus en plus nombreux au XIIe siècle.  Au XIIIe siècle, le catholicisme romain devient la religion dominante dans toute la Pologne. 
En adoptant le christianisme comme religion d'État, Mieszko cherche à atteindre plusieurs objectifs personnels.  Il voit dans le baptême de la Pologne un moyen de renforcer son emprise sur le pouvoir et d'unifier plus facilement le peuple polonais. Le christianisme remplace plusieurs petits cultes par un culte unique et central, clairement associé à la cour royale. Cela améliore également la position et la respectabilité de l'État polonais sur la scène internationale et européenne,. L'Église contribue aussi à renforcer l'autorité du monarque et apporte à la Pologne une grande expérience en matière d'administration de l'État. Ainsi, l'organisation de l'Église soutient l'État et, en retour, les évêques bénéficient de titres gouvernementaux importants (plus tard, ils sont membres du Sénat de Pologne). 

## Célébrations du millénaire de 1966

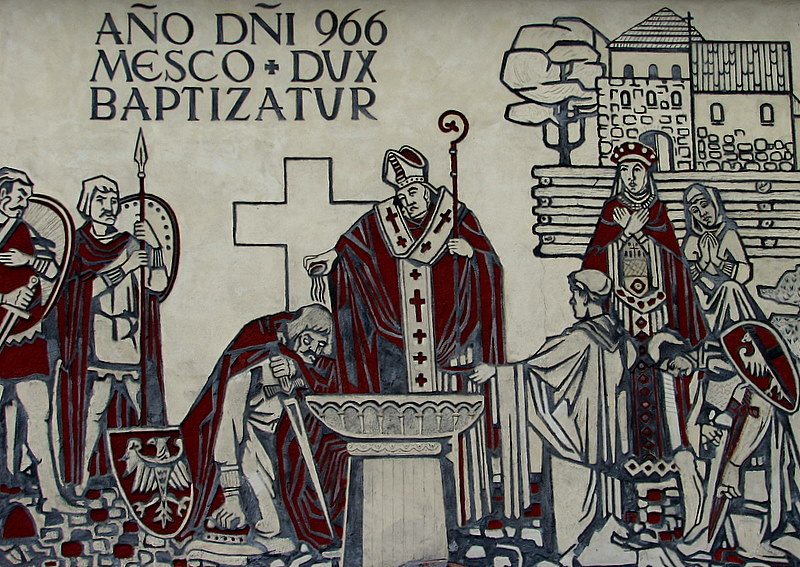
Peinture murale contemporaine à Gniezno, commémorant le baptême de la Pologne.

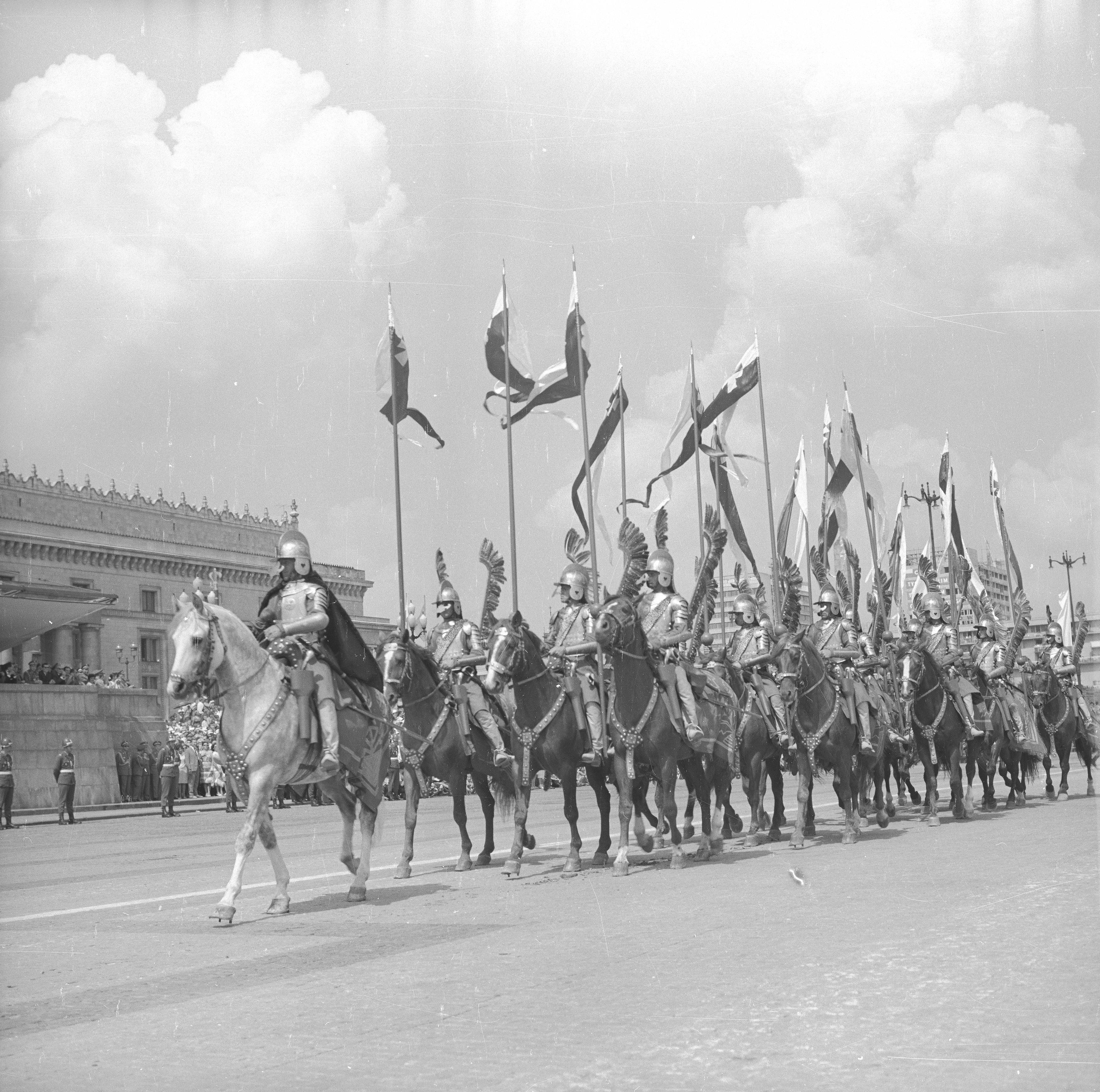
Cavalerie de cérémonie lors du défilé en 1966.

Les préparatifs des célébrations du millénaire commencent avec la grande neuvaine de 1957, qui marque une période de neuf ans de jeûne et de prière. En 1966, la République populaire de Pologne connaît de grandes festivités à l'occasion du 1000e anniversaire de ces événements, l'Église célébrant les 1000 ans de christianisme en Pologne  tandis que le gouvernement communiste célèbre les 1000 ans laïques de l'État polonais, le point culminant étant le refus à deux reprises au pape Paul VI de visiter la Pologne cette année-là. La volonté du parti communiste de séparer la religion de l'État fait de ces festivités un choc culturel entre l'État et l'Église. Alors que l'Église se concentre sur les aspects religieux et ecclésiastiques du baptême, avec des slogans (en latin) comme Sacrum Poloniae Millenium (« Le millénaire sacré de la Pologne »), le Parti communiste présente les célébrations comme un anniversaire politique laïque de la création de l'État polonais, avec des slogans (en polonais) comme Tysiąclecie Państwa Polskiego (« Les milles ans de l'État polonais »). Comme le note Davies, l'Église et le Parti ont « des interprétations rivales et mutuellement exclusives de la signification [du baptême de la Pologne.] »
Le 30 juillet 1966, le Bureau de la gravure et de l'impression, organisme gouvernemental des États-Unis, émet 128 475 000 timbres commémoratifs en l'honneur du millénaire de l’adoption du christianisme en Pologne.
Un défilé commémoratif est organisé devant le Palais de la culture et de la science sur la Plac Defilad le 22 juillet pour coïncider avec les célébrations annuelles de la Journée nationale de la renaissance de la Pologne (fixée le jour de l'anniversaire de la signature du manifeste du Comité polonais de libération nationale). Y participent Władysław Gomułka, alors premier secrétaire du Parti ouvrier unifié polonais, ainsi que des membres du Parti ouvrier et du Conseil d'État polonais. L'inspecteur du défilé est le maréchal de Pologne Marian Spychalski tandis qu'il est commandé par le commandant du district militaire de Varsovie, le général de division Czesław Waryszak (1919-1979). Les troupes de l'armée populaire polonaise défilent, avec des unités telles que le régiment représentatif de la garde d'honneur de la LWP, la fanfare de la LWP (dirigée par le colonel Lisztok), ainsi que des cadets d'académies militaires et d'autres unités de cérémonie vêtus d'uniformes militaires polonais historiques remontant à la maison Piast,. Le défilé est aujourd'hui considéré comme le plus grand défilé militaire de l'histoire de la Pologne.